# Vítor Gamito
Gomes Gamito est un nom portugais ; le premier nom de famille (d'usage facultatif) est Gomes et le second est Gamito.
Vítor Manuel Gomes Gamito (né le 21 avril 1970 à Lisbonne) est un coureur cycliste portugais. Professionnel entre 1992 et 2004, il a été champion du Portugal du contre-la-montre en 1999 et 2000. Sa plus grande victoire est le Tour du Portugal qu'il a remporté en 2000 après avoir échoué quatre fois à la seconde place (1993, 1994, 1997 et 1999).

## Repères biographiques
À la fin de l'année 2013, il annonce son intention de participer au Tour du Portugal 2014.

Obligé d’interrompre sa carrière cycliste en mai 2004, pour un problème cardiaque, il dit avoir dû « renoncer à sa passion, à sa vie, d'une manière subite et imprévue ». Il veut prouver qu'« à force de volonté, d'engagement et de détermination, l'âge n'est pas un empêchement pour la réussite de ses objectifs ». Il veut montrer aux adeptes du cyclisme, ce qu'il faut pour affronter la plus grande épreuve cycliste du Portugal, trois ou quatre mois de préparation à temps complet, sans rien cacher, les entraînements, la nutrition, les sacrifices... Fort de tests cardiaques « impeccables » depuis lors, il veut mettre à l'épreuve les limites de son corps tant physique que psychologique.

Directeur sportif d'une équipe pendant deux ans (la formation Riberalves-GoldNutrition), directeur de la communication d'une autre, il ne touche peu ou pas au vélo durant les trois, quatre premières années. Puis, sous l'influence d'amis, il commence à faire du VTT, d'une manière discrète tout d'abord, puis le virus de la compétition le reprenant, d'une manière beaucoup plus intensive, disputant des épreuves telles que la TransPortugal, la Titan Desert ou la Brasil Ride. Compétitions autrement difficiles physiquement que le Tour du Portugal, il se sent prêt pour affronter ce défi. Il espère convaincre une équipe de l'enrôler. Il souhaite par là même faire ses adieux dignement au cyclisme sur route, ce qui lui a été interdit pendant neuf ans.

Quelques mois plus tard, âgé de quarante-quatre ans, Gamito est bien au départ du Tour du Portugal au sein de la formation lusitanienne LA Alumínios-Antarte. Il termine l'épreuve à la quatre-vingt deuxième place.

## Palmarès

### Palmarès année par année
- 1991
  - 9e étape de la Volta ao Jogo

- 1993
  - Grand Prix Jornal de Noticias :
    - Classement général
    - 1re et 2e étapes

  - 10e étape du Tour du Portugal (contre-la-montre)
  - 2e du Tour du Portugal

- 1994
  - Tour de l'Algarve :
    - Classement général
    - 4e et 7e étapes (contre-la-montre)

  - Grande Prémio Sport Notícias :
    - Classement général
    - Prologue et 5e étape (contre-la-montre)

  - Prologue et 4e étape (contre-la-montre) du Grand Prix Jornal de Noticias
  - 13e étape du Tour du Portugal (contre-la-montre)
  - 2e du Tour du Portugal
  - 3e du Tour du Portugal de l'Avenir

- 1995
  - Prologue de la Volta a Trás-os-Montes e Alto Douro
  - 3ea étape du Trophée Joaquim Agostinho (contre-la-montre)
  - Prologue du Grande Prémio do Minho
  - 4e et 13e étapes du Tour du Portugal (contre-la-montre)
  - Prologue et 6e étape (contre-la-montre) du Tour du Portugal de l'Avenir
  - 2e du Rapport Toer
  - 2e du Grande Prémio Correio da Manha
  - 3e de la Volta a Trás-os-Montes e Alto Douro
  - 3e du Grande Prémio do Minho

- 1996
  - 2e du Tour du Portugal

- 1998
  -  championnat du Portugal du contre-la-montre par équipes
  - 4e étape du Grande Prémio do Minho
  - 4e étape du Grand Prix Jornal de Noticias (contre-la-montre)
  - 4ea étape du Trophée Joaquim-Agostinho (contre-la-montre)
  - 2e du championnat du Portugal du contre-la-montre
  - 2e du Tour de l'Alentejo
  - 2e du Trophée Joaquim-Agostinho
  - 2e du Grand Prix Jornal de Noticias
  - 2e du Circuit de Malveira

- 1999
  -  Champion du Portugal du contre-la-montre
  - 1re étape du Grande Prémio Sport Notícias
  - 2e étape du Grand Prix Abimota
  - Grande Prémio do Minho :
    - Classement général
    - 3eb étape (contre-la-montre)

  - 5e étape du Tour du Portugal (contre-la-montre)
  - 2e du Tour du Portugal
  - 3e du Grand Prix Abimota

- 2000
  -  Champion du Portugal de contre-la-montre
  - Grande Prémio do Minho :
    - Classement général
    - 2e étape

  - Tour du Portugal :
    - Classement général
    - 10e et 13e (contre-la-montre) étapes

- 2001
  - 2e du Grand Prix Mosqueteiros - Rota do Marquês

- 2003
  - 6e étape du Tour du Portugal
  - 4ea étape du Tour de l'Alentejo
  - 2e du Grande Prémio Cantanhede

### Résultats sur les grands tours

#### Tour d'Espagne
3 participations 
- 1994 : abandon (9e étape)
- 1995 : abandon (8e étape)
- 1996 : abandon (3e étape)